# 柳哲生
柳哲生（1914年2月22日—1991年2月18日），湖南醴陵人，中華民國空軍官方認可擊落架數最高的王牌飞行员。

## 生平
柳哲生將軍為湖南醴陵人，家族世代經商。其父柳樹藩畢業於河北保定北洋速成武備學堂，曾在清朝軍隊中任軍職。柳哲生在河北保定出生，12歲時父親因胃病逝世，由寡母獨自撫養3名子女。1933年9月就讀南京中央陸軍軍官學校第十期，隨後轉入義大利軍事顧問主導興辦的南昌航校開始學習飛行，不過南昌航校因第五次圍剿戰爭導致江西態勢不穩，所以併入杭州筧橋中央航空學校，從意式飛行教育改由美式飛行訓練；1936年柳哲生自中央航空學校第五期甲班畢業，經四大隊高志航大隊長遴選入隊服役。

## 戰績
1937年對日抗戰爆發，四大隊所屬戰機於8月14日進駐杭州攔截敵機，當天下午的八一四空戰中，柳哲生與21中隊中隊長李桂丹及隊友王文驊共同擊落1架日本海軍九六式陸上攻擊機獲得首次擊落戰績。1937年10月四大隊轉往蘭州接收I-15及I-16型機，1938年2月18日武漢空戰當天柳哲生駕駛I-16型機擊墜2架日軍九六式艦載戰鬥機(1架為獨立擊落、另1架為共同擊落)；隨後在當時被譽為中國空軍「四大金剛」的高志航、劉粹剛、樂以琴及李桂丹相繼殉職後，柳哲生逐漸躍升為中國空軍的重要戰力來源。1939年起，四大隊21中隊換裝I-152戰鬥機，調入重慶擔任臨時首都防空戍衛，在此同時，日本也開始對重慶進行有計畫性的戰略轟炸，攔截日軍轟炸機成為21中隊的核心任務，柳哲生的主要空戰擊墜紀錄就是在重慶大轟炸期間所締造。
1940年「101號作戰」前後，柳哲生在重慶攔截任務中單獨擊落了6架日軍轟炸機、共同擊落2架日軍轟炸機。由於連續空戰耗損過鉅，1940年底四大隊21中隊換裝I-153戰鬥機。在1941年5月23日，21中隊在蘭州迎戰日軍轟炸機隊時，柳哲生獨立擊落1架九七式重轟炸機，他憑藉自創的俯衝攻擊法，在1941年已經累積獨立擊落9架、共同擊落4架的戰績，年僅26歲就成為中華民國空軍最多擊墜敵機紀錄的頭號王牌飛行員，並獲時任國民政府軍事委員會委員長蔣中正親自頒授九星星序勳章殊榮，日軍飛行員敬畏中國空軍王牌飛行員柳哲生的威名，稱呼其為「荒鷲」。1941年底美國正式參戰後，柳哲生被派赴美國空軍指揮參謀大學第二十七期進修，1946年畢業歸國，調任五大隊24中隊隊長。

## 遷臺時期
1946年11月柳哲生晉升少校，1949年隨國民政府遷台，柳哲生便離開飛行線，並未參加第一代噴射戰鬥機換裝訓練，也未參與1950年代如火如荼的國共空戰。在臺灣時期，柳哲生曾任國防部總務局上校組長、空軍總司令部總務處上校處長、空軍氣象聯隊少將聯隊長及空軍總司令部參謀人員訓練中心少將主任等行政職務。由於柳哲生具有對日抗戰戰功、留美進修資歷及王牌飛行員美譽，被視為在賴名湯（空軍官校第2期）後接任空軍總司令的熱門接班人選。
1961年2月27日，台灣各大新聞媒體大篇幅報導瑠公圳分屍案，因為兇嫌及死者住所鄰近柳將軍位於瑞安街(當時仍為安東街)的住所，警備總部初期偵辦期間，僅憑目擊證人提供片段線索，大規模且密集在安東街周邊進行調查，也造成附近無辜居民一度受到羈押偵訊，甚至在3月6日凌晨5時由檢察官林錫湖及刑警大隊長王魯翹持搜索票進入柳將軍住所搜索，並誣指管家李家僖、司機陳世有及廚師劉子玉等3人涉案並羈押偵訊，新聞媒體甚至影射柳將軍本人涉案，直到41天後來自嘉義的一位母親指認出死者就是1961年2月24日失聯的29歲女兒陳富妹，檢警為求慎重起見，多方說服陳富妹的好友陳金子出面指認後，終於確認死者身份就是失蹤多日的陳富妹，陳富妹的浙江省籍前夫盧家祥遭羈押訊問後，盧家祥坦承殺前妻分屍，案情水落石出，真相大白，但是檢警搜索羈押及新聞媒體影射卻已重創柳將軍的聲譽。

## 退役經商
1963年面對聲譽受損以及流言困擾的柳哲生將軍，無奈的決定提前退役。退役後柳將軍創辦百樂乳品，主力商品為販售冰淇淋，後來更名為百樂冰品。

## 病逝加拿大
1990年底赴加拿大探視兒女時因腦溢血住院治療，1991年2月18日病逝於加拿大士嘉堡醫院，享壽76歲，奉厝安葬於新北市觀音山的柳哲生墓園。

## 軼事
在中央電影公司拍攝的戰爭電影《筧橋英烈傳》中，是由著名演員胡錦的弟弟胡銘飾演柳哲生。